# Nhà thờ chính tòa Lạng Sơn

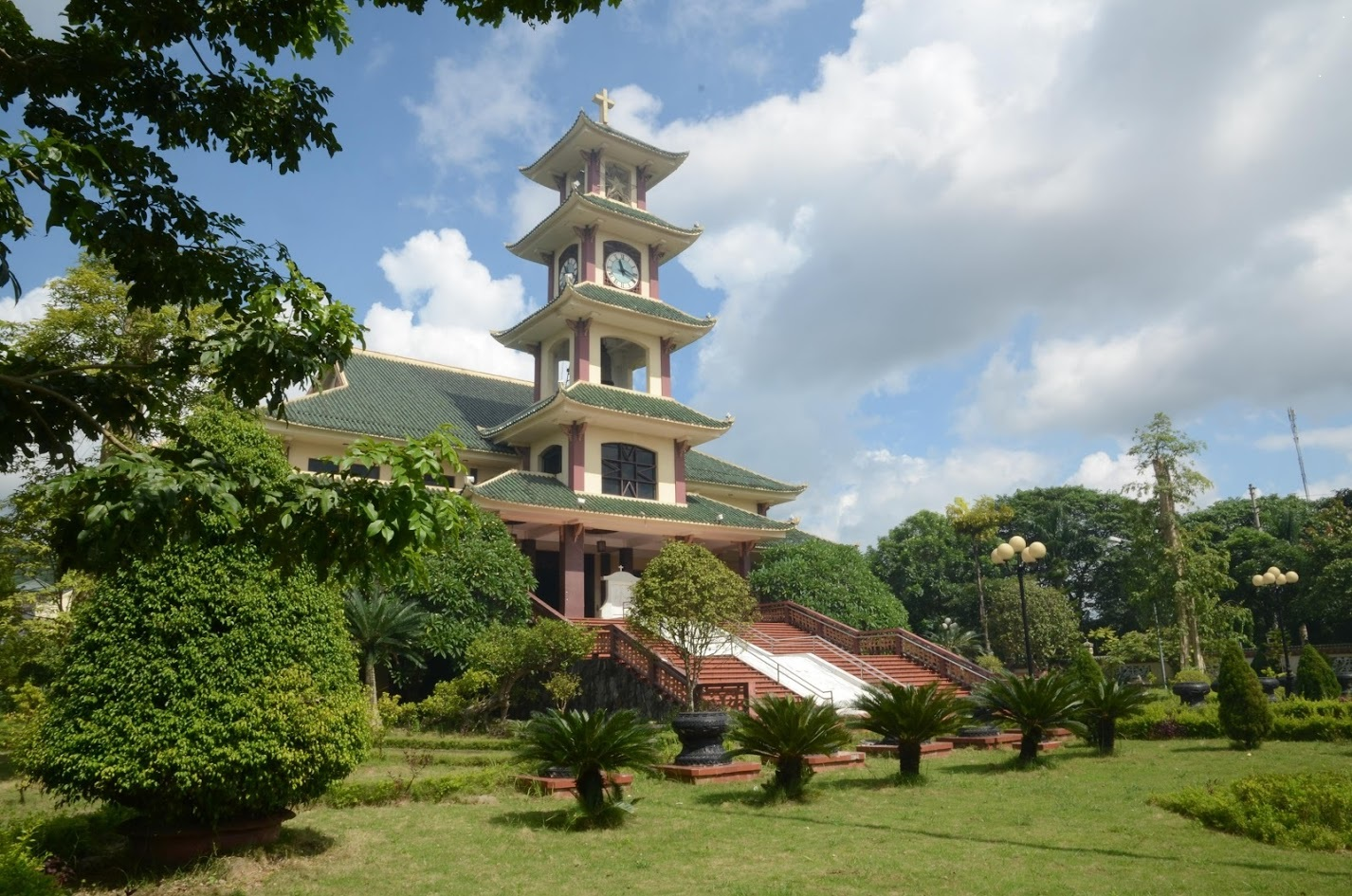
Nhà thờ Chính tòa Giáo phận Lạng Sơn và Cao Bằng.

Nhà thờ chính tòa Lạng Sơn hay còn gọi là Nhà thờ Cửa Nam là một nhà thờ lớn tọa lạc tại số 1 đường Tổ Sơn, phường Lương Văn Tri, tỉnh Lạng Sơn. Đây là nhà thờ chính tòa của Giáo phận Lạng Sơn và Cao Bằng. Nhà thờ chính tòa Lạng Sơn và Cao Bằng cách Hà Nội 154 km.

## Hình thành
Ngày 30 tháng 12 năm 1913, Thánh Bộ Truyền giáo chính thức ra sắc dụ trao cho Tỉnh dòng Đa Minh Lyon coi sóc vùng Lạng Sơn - Cao Bằng. Theo Sắc lệnh Tông tòa, Phủ doãn Tông tòa Lạng Sơn gồm hai tỉnh Cao Bằng - Lạng Sơn và một phần đất tỉnh Hà Giang (phía Đông sông Lô), ngai Tông tòa và nhà thờ chính được đặt gần ga Lạng Sơn.
Năm 1923, Đức ông Cothonay Chiểu bắt đầu xây nhà thờ chính theo bản vẽ của linh mục Brébion, nằm cạnh ga xe lửa ở trung tâm thị xã Lạng Sơn. Ngôi nhà thờ do linh mục Lecroat (SJ), đặc sứ của Tòa Thánh đặt viên đá đầu tiên khởi công xây dựng. Ngày 14 tháng 8 năm 1924, ngôi nhà thờ hoàn thành và được làm phép trọng thể với sự hiện diện của linh mục Perier Giám tỉnh dòng Đaminh Lyon.
Ngày 30 tháng 11 năm 1939, Hạt Phủ doãn Tông tòa Lạng Sơn được nâng lên hàng Giáo phận Tông tòa và đến ngày 24 tháng 11 năm 1960, Sắc chỉ Venerabilium Nostrorum nâng lên hàng Giáo phận chính tòa.
Những năm tháng chiến tranh đã gây nhiều thiệt hại nặng nề, nhà thờ chính toà bị sụp đổ vào năm 1969, chỉ còn lại ngọn tháp trơ trọi loang lổ. Đến năm 1979 trong chiến tranh biên giới Việt - Trung, cây tháp ấy cũng bị san bằng. 
Vào năm 2004, giám mục Giuse Ngô Quang Kiệt đã làm lễ cung hiến Nhà thờ chính tòa mới với tước hiệu Thánh Đaminh. Trong dịp này ông nói: "Chính tòa là giáo xứ Mẹ của các giáo xứ trong giáo phận. Nhà thờ chính toà là nhà thờ Mẹ, trung tâm đời sống phụng tự của giáo phận, nơi hội tụ của Giáo hội địa phương, như anh chị em thấy rõ trong các dịp lễ lớn. Ngôi nhà thờ chính toà là dấu chỉ Giáo hội hữu hình của Chúa Kitô tại trần gian".

## Đặc điểm kiến trúc
Kiến trúc Nhà thờ chính tòa Lạng Sơn Cao Bằng mới được kết hợp giữa kiểu nhà sàn các dân tộc Miền núi phía Bắc và bộ mái cong kiểu cung đình Việt nam. Có diện tích chiều ngang 30 mét và 25 mét. Nhà thờ có hai mái bộ xếp lên nhau, mái trên tượng trưng cho Trời, mái dưới tượng trưng cho Con người, sàn móng vuông tượng trưng cho Đất nghĩa là con người được hoà giải với Thiên Chúa, nhờ Đức Giêsu Kitô qua Mầu Nhiệm Thập giá. Cây tháp chính năm tầng được xây dựng liền với tiền sảnh nhà thờ ngụ ý nói đến Mầu nhiệm Năm Sự Sáng và năm yếu tố tổng hợp của vũ trụ quan Đông phương là Kim-Mộc-Thủy-Hoả-Thổ.